# Pósfa
Pósfa è un comune dell'Ungheria di 309 abitanti (dati 2001). È situato nella contea di Vas.